# Wschodnia Obwodnica Wrocławia
Zasugerowano, aby zintegrować ten artykuł z artykułem Droga wojewódzka nr 372 (dyskusja). Nie opisano powodu propozycji integracji.
Wschodnia Obwodnica Wrocławia (WOW) 
– budowana etapami obwodnica biegnąca przez tereny powiatu wrocławskiego wzdłuż południowej i wschodniej granicy Wrocławia, sporadycznie przechodząca przez obszar miasta. Wraz z Autostradową Obwodnicą Wrocławia A8 oraz tzw. Łącznikiem Długołęka, 2,8 km fragmentem autostrady A4 i 0,8 km odcinkiem ulicy Karkonoskiej tworzyć będzie zamknięty pierścień o średnicy 15–20 km. Droga ma status drogi wojewódzkiej i ma służyć zarówno lepszemu wzajemnemu skomunikowaniu silnie rozwijających się miejscowości powiatu leżących na południowo-wschodnim obrzeżu Wrocławia oraz ruchowi tranzytowemu. 
Długość obwodnicy wyniesie 30 km, wraz z mostami przez Oławę i Odrę. Most im. gen. Fieldorfa PS. Nil (d. Siechnice-Łany) nad Odrą (o długości 286 metrów) jest najważniejszym elementem z punktu widzenia kierowców. Dzięki niemu zmotoryzowani nie będą musieli jechać przez Most Grunwaldzki we Wrocławiu, albo dojeżdżać przez oddalony o prawie 30 kilometrów most w Oławie.
Cała inwestycja to koszt minimum 600 mln zł, z tego 215,5 mln kosztował czteropasmowy most w Łanach nad Odrą. Planuje się pozyskanie części finansowania z Funduszu Spójności Unii Europejskiej. Drogę planuje się jako dwujezdniową na odcinku Długołęka - Iwiny i jednojezdniową na odcinku Iwiny - Bielany. Zakończenie całej inwestycji pierwotnie było planowane na trzeci kwartał 2020. 
Od sierpnia 2017 r. istniejący odcinek łączący Łany z Iwinami posiada oznaczenie drogi wojewódzkiej nr 372.

## Kalendarium budowy
Do stycznia 2007 zbudowano rondo na planowanym przecięciu z drogą nr 395 Wrocław – Strzelin w Iwinach koło Żernik Wrocławskich. 
12 maja 2009 otwarto koperty rozpisanego przetargu na budowę mostu nazywanego ówcześnie Siechnice–Łany, mostu nad rzeką Oławą oraz estakady na palach ponad polderem Blizanowice. Najtańsza oferta zaoferowana przez firmę Skanska opiewała na kwotę 215,5 mln zł, co było poniżej przeznaczonych przez inwestora około 350 mln. Również deklarowany przez wykonawcę czas realizacji inwestycji był o rok krótszy niż zakładano. Umowę podpisano 19 czerwca 2009.
28 kwietnia 2011 most w Łanach połączył oba brzegi Odry.
W styczniu 2012 rozstrzygnięto przetarg na budowę ośmiokilometrowego odcinka między rondem w Iwinach a rondem w Siechnicach. 
W sierpniu 2012 rozpoczęto budowę odcinka Iwiny – Siechnice, której zakończenie przewidziane było na wrzesień 2014. 
15 lutego 2013 oddano do użytku 8-kilometrowy odcinek Siechnice – Łany. 
19 grudnia 2014 otwarto 5-kilometrowy odcinek Iwiny – Siechnice.
W maju 2015 Gmina Wrocław podpisała umowę z samorządem województwa dolnośląskiego na mocy której przekaże na budowę odcinka Łany - Długołęka 33 mln złotych.
29 grudnia 2015 Dolnośląska Służba Dróg i Kolei we Wrocławiu ogłosiła przetarg w trybie "zaprojektuj i zbuduj" na odcinek Łany – Długołęka, termin nadsyłania ofert ustalono na 9 lutego 2016. 3 stycznia 2017 dokumentację zwycięskiej oferty wysłano do kontroli do Urzędu Zamówień Publicznych, a 20 lutego 2017 podpisano umowę z firmą Strabag. Prace budowlane miały rozpocząć się w grudniu 2018, a zakończyć w październiku 2020 ale wojewoda wydał pozwolenie na budowę dopiero 13 marca 2019, a Strabag nie rozpoczął budowy, lecz zażądał podpisania nowej umowy na kwotę wyższą o 70 mln zł. Ostatecznie miasto kupiło za 10 mln zł gotowy projekt, natomiast umowę na budowę rozwiązano za porozumieniem stron. 
28 grudnia 2018 Regionalna Dyrekcja Ochrony Środowiska we Wrocławiu wydała decyzję środowiskową dla budowy południowego odcinka wschodniej obwodnicy Wrocławia przez Wysoką.
Dolnośląska Służba Dróg i Kolei rozstrzygnęła 18 lipca 2019 przetarg w formule "zaprojektuj i zbuduj" na utworzenie południowego odcinka Wschodniej Obwodnicy Wrocławia od ronda w Iwinach do skrzyżowania z ul. Grota-Roweckiego. Termin ukończenia inwestycji wyznaczono na 30 października 2021 roku. 
11 września 2019 pierwszy przetarg na budowę odcinka od ul. Grota-Roweckiego do al. Karkonoskiej został unieważniony.
4 października 2021 rozpoczęto budowę 2,5-kilometrowego fragmentu od ul. Grota-Roweckiego do ronda w Iwinach, łączącego ul. Buforową we Wrocławiu z ul. Strzelińską w Żernikach Wrocławskich (droga wojewódzkia nr 395).
20 grudnia 2022 roku oddano do użytku mający około 10 km długości odcinek łączący drogę wojewódzką nr 368 na pograniczu Mirkowa i Długołęki z drogą nr 455 w Łanach.